# Turn Back the Clock (single van Johnny Hates Jazz)
Turn Back the Clock is een nummer van de Britse groep Johnny Hates Jazz, dat op 9 november 1987 werd uitgebracht op single . Het nummer werd geschreven door zanger Clark Datchler, tevens oprichter van de band. Het nummer is afkomstig van hun debuutalbum Turn Back the Clock uit januari 1988.

## Achtergrond
Net als op de eerdere single Shattered Dreams, verzorgt Kim Wilde ook op "Turn Back the Clock" de achtergrondvocalen.
De plaat werd in een aantal landen een hit. In thuisland het Verenigd Koninkrijk werd de 12e positie bereikt in de UK Singles Chart. In Nieuw-Zeeland werd de 3e positie bereikt en in de Verenigde Staten de 5e positie in de Adult Chart van de Billboard Hot 100.
In Nederland was de plaat op vrijdag (Eerste Kerstdag 1987) Veronica Alarmschijf op Radio 3. (Op deze vrijdag werd tevens tussen 9:00 en 18:00 uur het Top 100 Jaaroverzicht 1987 van de Nederlandse Top 40 op Radio 3 uitgezonden). De plaat werd een grote hit in de destijds twee landelijke hitlijsten op de nationale publieke popzender en bereikte de 5e positie in de Nederlandse Top 40 en de 6e positie in de Nationale Hitparade Top 100. De Europese hitlijst op Radio 3, de TROS Europarade, werd niet bereikt aangezien deze hitlijst op 25 juni 1987 voor de laatste keer werd uitgezonden.
In België bereikte de plaat de 9e positie in de voorloper van de Vlaamse Ultratop 50 en de 11e positie in de Vlaamse Radio 2 Top 30. In Wallonië werd géén notering behaald.

## Hitnoteringen

### Nederlandse Top 40
| Positie: | 22 | 16 | 10 | 6 | 5 | 5 | 10 | 19 | 38 | uit |

### Nationale Hitparade Top 100
| Positie: | 94 | 59 | 18 | 10 | 7 | 6 | 9 | 12 | 20 | 35 | 41 | 59 | 84 | uit |

### Vlaamse Radio 2 Top 30
| Positie: | 25 | - | 29 | 30 | 21 | 21 | 11 | 13 | 14 | 17 | 22 | 28 | uit |

### Vlaamse Ultratop 50
| Positie: | 40 | 34 | 34 | 26 | 23 | 23 | 23 | 22 | 13 | 10 | 9 | 14 | 19 | 23 | uit |

### NPO Radio 2 Top 2000
Turn back the clock stond alleen in 1999 in de NPO Radio 2 Top 2000, op plek 1893.